# 한국교원대학교 부설고등학교
한국교원대학교 부설고등학교(韓國敎員大學校 附設高等學校)은 대한민국 충청북도 청주시 흥덕구 강내면 다락리에 위치한 국립 고등학교이다.

## 학교 연혁
- 1990년 6월 25일 : 한국교원대학교 부속고등학교 설립 인가(학년별 4학급씩, 총 12학급)
- 1991년 12월 29일 : 부속고등학교 건물 시공(부지 25,800(7,804평), 건평 4,204 (1,271평))
- 1994년 3월 1일 : 송대헌 초대 교장 취임
- 1994년 3월 4일 : 개교식 및 94학년도 입학식(4학급 187명)
- 1994년 6월 28일 : 개교기념일(부속고등학교 설립 인가 공포일을 개교기념일로 정함)
- 1994년 10월 29일 : 본관 건물, 수도시설, 테니스장 완공
- 1995년 7월 3일 : 교훈탑 제막
- 1997년 2월 11일 : 제1회 졸업식(남자 83명, 여자 102명 계 185명)
- 1997년 3월 3일 : 생활관 준공
- 1998년 4월 6일 : 특별교실(별관) 준공
- 2001년 3월 2일 : 한국교원대학교부설고등학교로 교명 변경
- 2005년 11월 11일 : 기숙사 '한솔관' 준공식
- 2016년 12월 21일 : 다목적 체육관 ‘솟을원’ 개관
- 2023년 2월 8일 : 제27회 졸업식(111명, 총인원 3,939명)
- 2023년 3월 1일 : 제12대 강찬우 교장 취임
- 2024년 3월 4일 : 2024학년도 입학식(4학급 118명)

## 참고 자료
- 한국교원대학교 부설고등학교 - 한국교육학술정보원 학교알리미